# Sidomulyo (Pulo Bandring)
Sidomulyo is een bestuurslaag in het regentschap Asahan van de provincie Noord-Sumatra, Indonesië. Sidomulyo telt 2449 inwoners (volkstelling 2010).